# Контрада Цафа (Вибо Валенција)
Контрада Цафа је насеље у Италији у округу Вибо Валенција, региону Калабрија.
Према процени из 2011. у насељу је живело 24 становника. Насеље се налази на надморској висини од 593 м.